# Joaquim Homs
Joaquim Homs i Oller, né à Barcelone le 21 août 1906 et décédé dans cette même ville le 9 septembre 2003, est un compositeur d'origine catalane.

## Biographie
Intéressé par la musique, il a commencé l'étude du violoncelle, qu'il termine en 1922. Par la suite, il étudie le génie industriel, dont il fera sa profession jusqu'en 1971, tout en cultivant sa passion pour la musique et la composition.
Membre de l'« Associació Catalana de Compositors », il en est devenu le président en 1974, et en 1989 il a été nommé membre de la Reial Acadèmia Catalana de Belles Arts de Sant Jordi. Il est mort le 9 septembre 2003 dans sa résidence de Barcelone.
Une partie du fonds personnel de Joaquim Homs est conservé à la Bibliothèque nationale de Catalogne.

## Honneurs
En 1981, il a reçu la Médaille d'Or du Mérite Artistique par la Mairie de Barcelone. En 1986 il reçoit la Creu de Sant Jordi, distinction décernée par la Generalitat de Catalogne. En 1993 le Ministère de la Culture lui accorde la Médaille d'Or du Mérite des Beaux Arts et en 1999 la Generalitat de Catalogne lui accorde le Prix national de musique de Catalogne.

## Carrière musicale
Disciple de Robert Gerhard, avec qui il a approfondi ses connaissances musicales entre 1931 et 1936, il a composé une musique qui constitue un trait d'union entre la Génération de 27 et l'avant-garde. Intéressé à trouver une solution à la crise musicale de la tonalité qui touchait la musique de son temps, il est arrivé à la conclusion que le dodécaphonisme d'Arnold Schönberg était la solution au problème.
Auteur de plus de 120 œuvres instrumentales et de 50 vocales, il a participé tout au long de sa carrière aux plus importants festivals internationaux de musique en Europe et aux États-Unis.

## Œuvres

### Musique pour clavier
Piano seul
- Nou apunts op. 4 (9 pièces brèves) (1925)
- Vals de suburbi (1931)
- Vals del carrousel (1934)
- Sonata (1942)
- Variacions sobre una melodia popular catalana (1943)
- Entre dues línies (7 piezas fáciles para piano) (1948)
- Sonate n° 1 (1945)
- Sonate n° 2 (1955)
- Set peces per a piano (1951)
- Trois impromptus (1955)
- Tres invencions sobre un acord (1958)
- Impromptu IV - V (1958-1959)
- Impromptus VI - VII (1960)
- Presències (In memoriam) (1967)
- Dos Soliloquis (1972)
- Díptic I per a piano (1976)
- In memoriam Turina (1982)
- Díptic per a F. Mompou (1983)
- In memoriam P.F.A (Pilar Fornesa Alviñá) (1984)
- In memoriam A. Rubinstein (1987)
- In memoriam R.S. (Ramón Sastre, poète et architecte) (1988)
- In memoriam C.H.O (Carmen Homs Oller) (1990)
- In memoriam I. i J. Amat (1991)
- Díptic II per a piano (1994)

Piano à 4 mains
- Andante del Quintet núm. 1 (1940)
- Tres Sardanes per a piano a quatre mans (1951)

2 Pianos
- Dues invencions per a dos pianos (1964)
- Dos soliloquis per a dos pianos (1978)

Orgue
- Dues invencions per a orgue (1963)

Clavecin
- Preludi per a clavecí (1976)
- Díptic I per a clavecí (o piano)  (1976)

### Musique de chambre
Violon seul
- Sonata per a violí (1941)
- Dos moviments per a violí sol (1957)

Alto
- Dos monòlegs per a viola (o violoncel) (1979)
- Seqüència per a viola (1982)

Violoncelle
- Tema i variacions per a violoncel sol (1936)
- Dos moviments per a violoncel sol (1957)
- Tres soliloquis per a violoncel (1974)
- Dos monòlegs per a violoncel (1979)
- Seqüència per a violoncel (o viola) (1982)
- Chacona per a violoncel (1983)
- Arbres al vent (1993)
- Soliloqui núm. 4 (1994)
- Capvespre vora el mar (1994)
- Fi d’Any (1996)

Contrebasse
- Dos monòlegs (1979)

Flûte
- Soliloqui per a flauta (1972)
- Tres cants per a flauta (1973)
- Tres seqüències per a flauta (1987)
- El son de l’infant (1993)
- Retorn (1995)

Hautbois
- Dues melodies per a oboè (1973)
- Dos monòlegs per a oboè (1979)

Trios
- Trio de cordes (1968)
- Nadala per a flauta, oboè i clarinet (1939)
- Trio per a flauta, violí i clarinet baix / fagot (1953)
- Trio per a flauta, oboè i clarinet baix / fagot  (1954)
- Impromptu núm. 6 (Tardor 1960)  (violín / flauta, violoncelo y piano)
- Trio per a violí, clarinet (oboè / violoncel) i piano (1974)
- Trio per a oboè, clarinet i fagot (Trio de canyes) (1981)
- Trio per a flauta, clarinet i fagot (o clarinet baix) (1986)
- Impromptu 1986, Trio para violín, violoncelo y piano (1986)
- Dos Impromptus per a violí, violoncel i piano (1986)
- Preludi per a oboè, fagot i clavecí (1987)
- Nocturn per a dues guitarres i percussió (1990)
- In memoriam I. i J. Amat (Versión para flauta, clarinete y violoncelo) (1991)
- Tríptic en memòria de J.M.W. Turner (1993)

Quatuors à cordes
- Dues cançons de bressol (1935)
- Quatre cançons populars mallorquines (1935)
- Tres cançons populars catalanes (1935)
- 1er. Quartet de corda (1938)
- Quatre Nadales (1939)
- Quartet de corda núm. 2 (1949)
- Quartet de corda núm. 3 (1950)
- Quartet de corda núm. 4 (1956)
- Quartet de corda núm. 5 (1960)
- Quartet de corda núm. 6 (1966)
- Quartet de corda núm. 7 (1968)
- Quartet de corda núm. 8 (1974)

Quatuors
- Suite núm. 3 “Entre dues línies” (8 min) (cuarteto de guitarras) (1975)
- Quàdriga. Música per a quatre guitarres (1975)
- Auguris (cuarteto de clarinetes) (1977)
- Scherzo per a quartet de flautes de bec (1992)
- Música per a arpa, flauta, oboè i clarinet baix (1955)
- Dos Soliloquis per a trio de cordes i piano (1974)
- Sagitari (flauta, guitarra, violín y violoncelo) (1976)

Quintettes
- Adagi per a cordes núm. 1 (1952)
- Soliloqui II per a cordes (1972)
- Adagio per a cordes núm. 2 (1991)
- Vuit nadales populars per a quintet de vent (1940)
- Quintet de vent núm. 1 (1940)
- Quintet de vent (1971)
- Música per a cinc (flauta, clarinete, piano, contrabajo y percusión) (1962)
- Dos Soliloquis per a cinc instruments (1992)
- Suite núm. 4 “Entre dues línies” (7 piezas breves para clarinete, violín, violoncelo, piano y acordeón). (1992)

### Musique pour orchestre
Orchestre de chambre
- Variacions sobre un tema popular català (1948)
- Suite “Entre dues línies” - 8 petites peces per a orquestra de cambra (1948)
- Música per a 11 - a la memòria de Joan Prats (1971)
- Derivacions. Moviment simfònic per a orquestra (1990)

Orchestre à cordes
- Música per a cordes (1952)
- Adagi per a cordes (1952)
- Polifonía per a cordes (1954)
- Dues invencions per a cordes (1954)
- Soliloqui II per a cordes (1972)

Orchestre symphonique
- Homenatge a Webern -Tres moviments simfònics per a orquestra (1959)
- Invenció per a orquestra (1964)
- Presències - 7 moviments per a orquestra (1967)
- Simfonia breu (1972)
- Dos Soliloquis per a orquestra (1973)
- Biofonia per a orquestra (1982)
- Memoràlia. Moviment simfònic per a orquestra (1989)
- Derivacions. Moviment simfònic per a orquestra (1990)

### Musique vocale
Voix seule
- Tres cants sense paraules (1973)

Duo
- L’estiu a muntanya (1980)

Voix et piano
- Tres poesies d’Apel.les Mestres op. 3  (1922)
- Dos Poemes (1930)
- Excelsior (1930)
- Cançó del goig perdut (1930)
- Nadal (1930)
- Brise marine (1930)
- Acoblament marcial (1932)
- 9 Poemes de J. Carner (1936)
- Cinc Sonets de J. Carner (1936)
- Quatre cançons de Josep Carner (1936)
- Quatre Psalms (1939)
- Ocells perduts – 10 poèmes de R. Tagore, per a veu i piano (1940)
- Nocturn. Poema de Josep Carner (1942)
- Rima (1949)
- Sis nadales populars catalanes (1952)
- Poema de Hölderlin (1960)
- Vistes al mar (1961)
- El caminant i el mur (1962)
- Sonet núm.147 de W. Shakespeare (1964)
- Proverbi (1974)
- Dos poèmes d’Emily Dickinson (1980)
- Homenatge a J. L. Borges (1985)
- I- En el capvespre (1989) II- Flor, fulla (1990)
- Sol i de dol (1992)
- Estança núm. 6 (1995)

### Musique chorale
Chœur féminin “a cappella”
- Quatre nadales (1939)
- Quatre cançons populars per a veus blanques (1940)
- Quatre responsoris per a veus blanques (1941)

Chœur féminin et orgue
- Salve Regina (1981)

Chœur masculin “a cappella”
- O vos omnes (1933)
- Les llums del món (1936)
- Tres responsoris per a cor d’homes (1942)
- Cinc cançons populars (1942)

Chœur masculin et chœur d'enfants “a cappella”
- Quinze nadales populars catalanes (1939)

Chœur mixte “a cappella”
- Tres responsoris per a cor mixt (1939)
- Quinze nadales tradicionals catalanes (1939)
- Onze cançons populars (1940)
- Quatre responsoris per a cor mixt (1941-1951)
- Missa per a cor mixt “a cappella” (1943)
- Caligaverunt oculi mei (1944)
- Antífona (1946-1950)
- Gradual (1956)
- Tres estances (1957)
- En la meva mort (1966)
- Bidasoa (1978)
- Lluna i llanterna (2 anciens poèmes chinois) (1982)

Chœur mixte avec solistes et orgue
- Càntics a la Creació (1978)

### Musique pour la scène
- Antígona, opéra en 2 actes (inachevé, texte de Jean Cocteau, version en catalan de Xavier Benguerel i Llobet) (1934)
- Música de Sintonia (1952), œuvre commandée par la “Associació Amics de Gaudí”, destinée à illustrer musicalement une série d'émissions sur la vie et l'œuvre de l'illustre architecte Antoni Gaudí à Radio Barcelona, pour célébrer le centenaire de sa naissance.

### Ouvrages et partitions de Joaquim Homs
- (ca) Joaquim Homs, Entre dues linies : 1984, Arte Tripharia, coll. « Alpuerto-XX, 1 », 1985, 16 p. (ISBN 978-84-86230-23-4)
- (ca) Joaquim Homs, Records i reflexions des del darrer tram de camí, Barcelone, Reial Acadèmia Catalana de Belles Arts de Sant Jordi, 1989
- (ca) Joaquim Homs, Robert Gerhard i la seva obra, Barcelone, Biblioteca de Catalunya, 1991, 246 p. (ISBN 978-84-7845-109-8)
- (es) Joaquim Homs, Derivations, Alpuerto, 1993, 32 p. (ISBN 978-84-381-0187-2)
- (ca) Joaquim Homs, Soliloqui IV : per a guitarra, Clivis Publicaciones, 1995, 1 partition (4 p.) (ISBN 978-84-85927-55-5)
- (ca) Joaquim Homs, Variacions sobre un tema popular català, Tritó, 1995, 1 partition (25 p.) (ISBN 978-84-88955-04-3)
- (ca) Joaquim Homs, Soliloqui (num. 4) ; Arbres al vent (I-II) : violoncelo, Editorial de Música Boileau, 1996, 2 partitions (12 p.) (ISBN 978-84-8020-226-8)
- (ca + es + de + fr + en) Joaquim Homs, Cinc poemes corals, Publicacions Musicals Dinsic, 1996, 31 p. (ISBN 978-84-86949-46-4)
- (ca) Joaquim Homs, Díptic II : (I El vent no té repós - II El pany). Piano, Editorial de Música Boileau, 1996, 1 partition (12 p.) (ISBN 978-84-8020-224-4)
- (ca) Joaquim Homs, Dos moviments - (Dos movimientos) : violín y violonchelo, Editorial de Música Boileau, 1996 (ISBN 978-84-8020-222-0)
- (ca) Joaquim Homs, El son de l'infant ; Dos rhumbs : clarinete, Editorial de Música Boileau, 1996, 2 partitions (12 p.) (ISBN 978-84-8020-225-1)
- (ca) Joaquim Homs, Sonata, violí, Editorial de Música Boileau, 1996, 1 partition (14 p.) (ISBN 978-84-8020-166-7)
- (ca + es) Joaquim Homs, 2 estudis - (2 estudios) (guitarra), Editorial de Música Boileau, 1996, 1 partition (12 p.) (ISBN 978-84-8020-223-7)
- (ca + es) Joaquim Homs, 7 peces - (7 piezas) : piano, Editorial de Música Boileau, 1996, 1 partition (12 p.) (ISBN 978-84-8020-221-3)
- (es) Joaquim Homs, Duo sonata (flauta y clarinete), Editorial de Música Boileau, 1996, 1 partition (16 p.) (ISBN 978-84-8020-204-6)
- (ca + es + de + fr + en) Joaquim Homs, Responsoris, Publicacions Musicals Dinsic, 1996, 16 p. (ISBN 978-84-86949-57-0)
- (es + en) Joaquim Homs (dir.) (trad. Paul Jutsum), Joaquim Homs, Fundación Autor, 2002, 84 p. (ISBN 978-84-8048-470-1), vient avec un CD-Rom, dans lequel ont participé le groupe musical Enigma et l'Orchestre de Chambre de l'Auditoire de Saragosse.

### Ouvrages sur Joaquim Homs
- (es) Piedad Homs Fornesa, Catálogo de obras de Joaquín Homs, Madrid, Fundación Juan March, 1988, 126 p. (ISBN 978-84-7075-390-9)
- (es) Francesc Taverna-Bech, Joaquim Homs, Madrid, Sociedad General de Autores de España, coll. « Catálogos de Compositores Españoles », 1994
- (ca) Josep Casanovas et Albert Llanas, Joaquim Homs, Barcelone, Proa, coll. « Col·lecció de Compositors Catalans, 6 », 1996, 160 p. (ISBN 978-84-8256-308-4)
- (ca) Oriol Romaní Balcells, Trobades amb Joaquim Homs, Centre d'Estudis Musicals del Bergueda l'Espill SCCL (Amalgama Edicions), 2004, 176 p. (ISBN 978-84-89988-50-7)
- (ca) Francesc Taverna-Bech, Joaquim Homs, centenari (1906-2006), Barcelone, Entitat Autònoma del Diari Oficial i de Publicacions (Catalunya), 2006, 56 p. (ISBN 978-84-393-7133-5)